# Videla (Santa Fe)

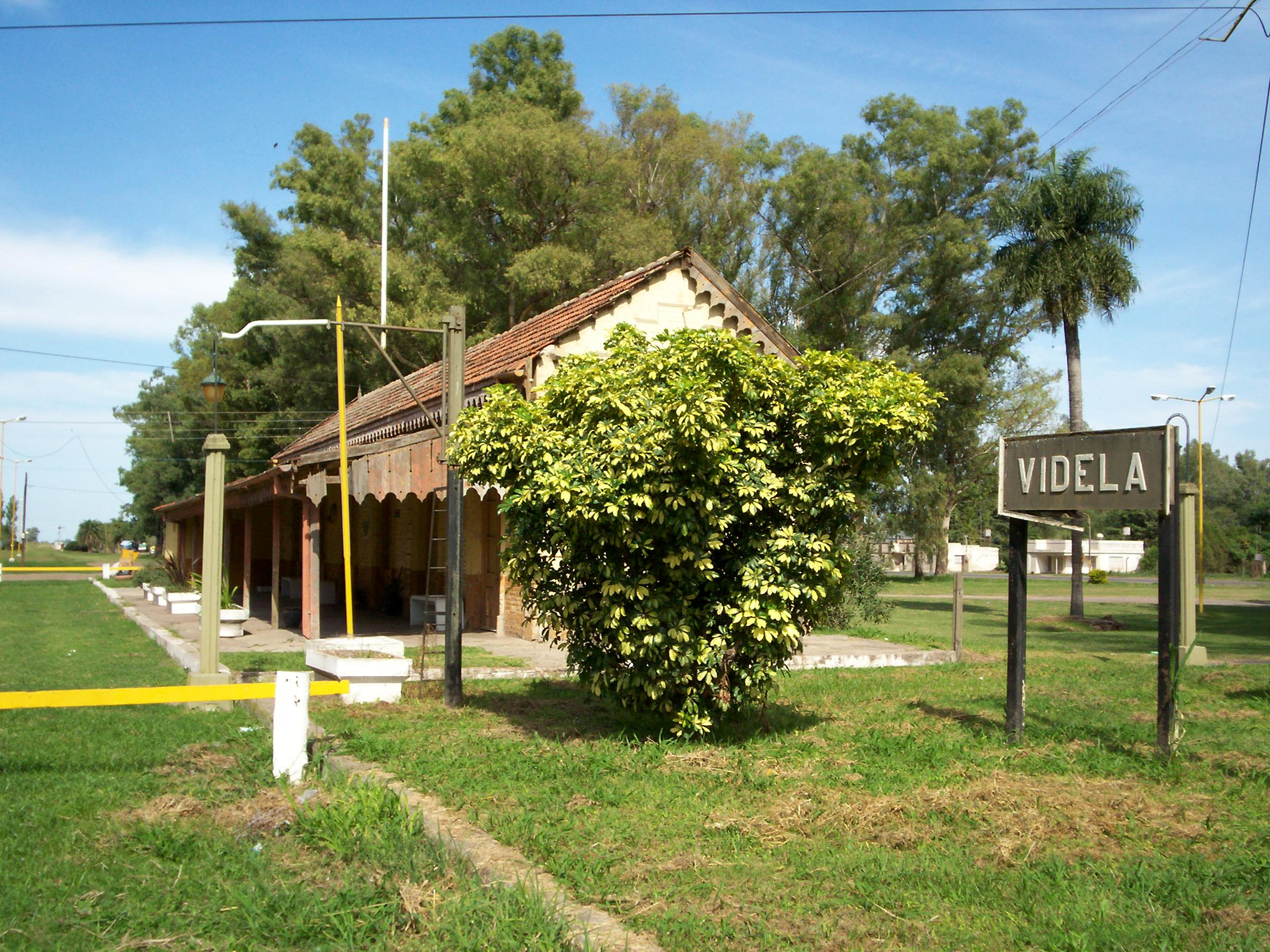
Exestación Videla del Ferrocarril Belgrano.

Videla es una localidad en el centro-este de la Argentina en la  Provincia de Santa Fe, y cabecera de la comuna homónima en el departamento de San Justo se encuentra a 81 km de la ciudad de Santa Fe, la capital de dicha provincia. Recibió estatus de Comuna el 5 de enero de 1891.

## Efemérides relacionadas con el fundador del pueblo
16 de febrero de 1894:
Prestaron juramento y asumieron el Gobierno de la Provincia de Santa Fe los Dres. Luciano Leiva como Gobernador y Eliseo M. Videla (fundador del Pueblo) como Vice.
19 de octubre de 1902:
En la ciudad de Santa Fe, a las 21.15, Eliseo M. Videla (fundador de la localidad), Néstor de Iriondo, Rodolfo Candioti, Eugenio Puccio y otros hombres de campo de la región firmaron el acta de fundación de la Sociedad Rural de Santa Fe, una institución que "encarando los males que agobian a la población rural, luche por la restauración de nuestra campaña y la consolidación de nuestra economía".
La fundación fue apoyada por unos 155 productores que hicieron conocer su adhesión a la creación de la entidad, quienes -tres años más tarde- exhibieron 285 bovinos, 27 padrillos, 72 potros, 19 ovinos y 9 ovejas en la "Primera Exposición, Feria Ganadera Agrícola e Industrial de la Sociedad Rural de Santa Fe".>

## Población
Cuenta con 2,265 habitantes (Indec, 2010), lo que representa un incremento del 1% frente a los 2,249 habitantes (Indec, 2001) del censo anterior.
| Gráfica de evolución demográfica de Videla entre 1991 y 2010 |
|                                                              |
| Fuente: Censos nacionales del INDEC                          |

## Parajes
- - Colonia Ovejitas
  - Sol de Mayo

## Datos
La imagen del Virgen que se venera actualmente en el altar mayor fue entregada a la parroquia por el Dr. Eliseo Matías Videla. Es originaria de España y perteneció a la familia OLIVERA de la cual provenía la madre de éste. La heredaba la hija mayor de cada generación. Por información recibida de la señora BLANCA ESTHER VIDELA (radicada en la ciudad de Buenos Aires), sabemos que la señora ETELVINA FONTES DE CRESPO de la ciudad de Santa Fe fue la última heredera; de ella la recibió el Dr. VIDELA, donándola posteriormente a esta iglesia.
Un hecho/ un milagro: el 7 de octubre de 1906 el cura vicario RAMÓN CERVILLA informa al Obispo de santa Fe de un hecho ocurrido en la iglesia (inmueble propiedad del Dr. Videla):
“Para evitar alarmas a V.S.I. y dar noticia de un milagro de la Sma. Virgen en favor de sus devotos, es por lo que escribo apresuradamente estos renglones. Preparado ya para salir a celebrar el santísimo sacrificio en la iglesia de estas colonias me sorprendió un ruido sordo seguido de los gritos y salir apresuradamente de la gente que había en la iglesia. Se había movido el piso…  un gran sótano de unos cuatro metros de alto, unas veinte o treinta personas, mujeres y niños cayeron al fondo, los que huían derrivaron a una anciana; y el prodigio está en que ni ésta ni los que cayeron al sótano recibieron la más ligera contusión. He procurado informarme y nadie siente el más pequeño dolor. Este prodigio me sirvió de tema para recomendar más la devoción a la Sma. Virgen y me parece digno de que sea conocido de todo el mundo”

## Eventos
Todos los años en el mes de octubre se realiza - desde 2004 -  ExpoArte en el predio del ex ferrocarril.
Este importante evento para la cultura de la región congrega a jóvenes y adultos. Entre las actividades programas se encuentran teatro, exposición de artesanos y grupos musicales. Durante toda la muestra la entrada es libre y gratuita. Información al 03498-490028 (Comuna de Videla).

## Servicios de Salud
S. A. M. C. O. DE VIDELA DR. J. R. BURGUÉS
Dirección: AV. GRAL. J. DE SAN MARTIN 417. VIDELA TE: 3498-490289

## Radio, Televisión , Comunicaciones
- AIRE VIDEO SAN JUSTO, transmite desde San Justo, aire, codificado
- VIDELA VIDEO CABLE
- FM 96.1 OPUS FM.
- FM 106
- Telecom
- Claro
- CH.Sistemas (Internet Banda Ancha) http://www.chsistemas.com.ar
- Guía Telefónica de Videla: http://www.abctelefonos.com/indice/santa%2Bfe/videla
- Noticias del Departamento San Justo: http://www.sanjustonoticias.com.ar/

## Bibliotecas Populares
- MIGUEL ANGEL FABELLOTTI

https://www.facebook.com/Bibliotecavidela

## Bancos
- Banco Credicoop Coop. Ltda. Filial N.º 333   http://www.bancocredicoop.coop Archivado el 8 de febrero de 2011 en Wayback Machine.

## Parroquias de la Iglesia católica en Videla
| Arquidiócesis | Santa Fe de la Vera Cruz   |
| ------------- | -------------------------- |
| Parroquia     | Nuestra Señora del Rosario |

https://www.facebook.com/Parroquia-Nuestra-Se%C3%B1ora-del-Rosario-Videla-1391097214551673

## Sitios externos
- Sitio provincial Inforama
- Sitio federal IFAM (enlace roto disponible en Internet Archive; véase el historial, la primera versión y la última).
- Coord. geográficas